# Leif Carlson
Leif Sture Carlson, född 23 mars 1942 i Sundsvall, är en svensk läkare och politiker (moderat), som var riksdagsledamot för Kalmar läns valkrets 1991–2002.